# Joram Lindenstrauss

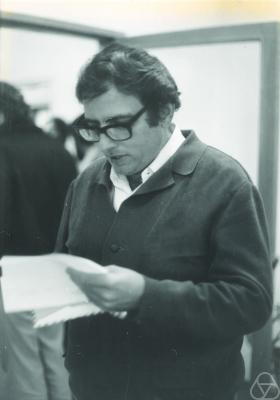
Joram Lindenstrauss (1975)

Joram Lindenstrauss (* 28. Oktober 1936 in Tel Aviv; † 29. April 2012) war ein israelischer Mathematiker.

## Leben und Wirken
Joram Lindenstrauss (dessen Eltern aus Berlin nach Israel auswanderten) studierte 1955 bis 1962 an der Hebräischen Universität Jerusalem bei Shmuel Agmon, Branko Grünbaum und Aryeh Dvoretzky. Er wurde dort 1962 mit der Dissertation Extension of Compact Operators bei Dvoretzky und Grünbaum promoviert. Danach war er als Post-Doc an der Yale University und in Seattle, bevor er 1965 an die Hebrew University als Mitglied des Einstein Institute of Mathematics zurückkehrte. Seit 1969 war er dort Professor (seit 1985 Miller Professor). Er war u. a. Gastwissenschaftler an der University of California, Berkeley, in Stockholm, an dem Institute for Advanced Study in Princeton, New Jersey, und am Institut des Hautes Études Scientifiques (IHES).
Lindenstrauss' Hauptarbeitsgebiete waren Funktionalanalysis, Banachraumgeometrie und Konvexitätstheorie (in endlichen und unendlichen Dimensionen). Er fand einen kurzen Beweis des Konvexitätssatzes von Ljapunow aus der Maßtheorie. Viele seiner Schüler in Israel wurden Professoren.
1981 wurde ihm der Israel-Preis verliehen. 1997 erhielt er die Stefan-Banach-Medaille. Er war seit 1985 Mitglied der Israelischen Akademie der Wissenschaften und seit 2000 korrespondierendes Mitglied der Österreichischen Akademie der Wissenschaften. Zu seinen Doktoranden zählt Assaf Naor. 1970 war er Invited Speaker auf dem Internationalen Mathematikerkongress in Nizza (The geometric theory of the classical Banach spaces).
Elon Lindenstrauss, ebenfalls Mathematiker, ist der Sohn von Joram Lindenstrauss.

## Veröffentlichungen
- mit Lior Tzafriri: Classical Banach spaces (= Lecture Notes in Mathematics. Bd. 338). Springer, Berlin u. a. 1973, ISBN 3-540-06408-7.
- mit Lior Tzafriri: Classical Banach spaces. 2 Bände. Springer, Berlin u. a. 1977–1979 (Nachdruck in einem Band. ebenda 1996; ISBN 3-540-60628-9);
  - Band 1: Sequence spaces (= Ergebnisse der Mathematik und ihrer Grenzgebiete. Bd. 92). ISBN 3-540-08072-4;
  - Band 2: Function spaces (= Ergebnisse der Mathematik und ihrer Grenzgebiete. Bd. 97). ISBN 3-540-08888-1.
- mit Jean Bourgain, Peter George Casazza, Lior Tzafriri: Banach spaces with a unique unconditional basis, up to permutation (= Memoirs of the American Mathematical Society. Bd. 322, ISSN 0065-9266). American Mathematical Society, Providence RI 1985.
- mit Yoav Benyamini: Geometric Nonlinear Functional Analysis (= American Mathematical Society Colloquium Publications. Bd. 1). American Mathematical Society, Providence RI 1999, ISBN 0-8218-0835-4.
- mit William B. Johnson (Hrsg.): Handbook of the Geometry of Banach Spaces. 2 Bände. Elsevier, Amsterdam u. a. 2001–2003, ISBN 0-444-82842-7 (Bd. 1), ISBN  0-444-51305-1 (Bd. 2).